# Szymon Gutkowski
Szymon Marcin Gutkowski (ur. 12 lutego 1970 w Warszawie) – polski przedsiębiorca, strateg, jeden z założycieli i współwłaścicieli (obok Pawła Kastory i Marcina Mroszczaka) Grupy DDB Warszawa, dyrektor generalny agencji reklamowej DDB Warszawa, w latach 2011–2015 doradca społeczny Prezydenta RP.

## Życiorys
Absolwent matematyki teoretycznej i studiów MBA Międzynarodowego Centrum Zarządzania Uniwersytetu Warszawskiego oraz University of Illinois at Urbana-Champaign. W 1991 roku asystent szefa sztabu wyborczego Unii Demokratycznej Jacka Kuronia. W 2012 roku zasiadał w jury konkursu Euro Effie. Wielokrotnie pełnił funkcje jurora w polskiej edycji konkursu Effie Awards. Przewodniczący Rady Strategicznej Stowarzyszenia Projekt: Polska oraz współtwórca Centrum Cyfrowego Projekt: Polska. Od 27 czerwca 2011 do 5 sierpnia 2015 pełnił funkcję doradcy społecznego Prezydenta RP. 30 września 2014 został wybrany na prezesa zarządu Stowarzyszenia Komunikacji Marketingowej SAR.

## Osiągnięcia zawodowe
Autor strategii marketingowych kilkudziesięciu firm i marek w kraju i zagranicą, a wśród nich m.in.: PKO Bank Polski, Allianz TU, Getin Bank, Liberty Direct, TBC Bank (Gruzja), Kredobank, Gazeta Wyborcza, platforma „n”, TVN24, Netia, Telekomunikacja Polska, Idea, Grupa Żywiec, Kompania Piwowarska, McDonald’s Polska, Géant, IKEA. Współtwórca koncepcji Lukas Banku, Euro Banku, Kaspi Banku (Kazachstan) i marki Expander. Doradca instytucji finansowych na Ukrainie, w Kazachstanie i Gruzji. Realizował projekty komunikacji społecznej na zlecenie polskiego rządu: Program Powszechnej Prywatyzacji, Pakiet Czterech Reform Społecznych Jerzego Buzka, Reforma Ubezpieczeń Społecznych. Współtworzył kampanię przed referendum europejskim – Inicjatywa Obywatelska TAK w Referendum oraz inicjatywę Razem ’89. Brał udział w pracach koalicji „Zmieniaj kraj, idź na wybory” oraz „Masz głos, masz wybór”. 

## Odznaczenia i nagrody
- Odznaczony przez Prezydenta RP Bronisława Komorowskiego Krzyżem Kawalerskim Orderu Odrodzenia Polski za wybitne zasługi dla rozwoju polskiej przedsiębiorczości oraz za osiągnięcia w propomowaniu polskiej myśli technicznej, 4 czerwca 2013 r.[3]
- AdMan Roku 2013 – tytuł miesięcznika Press[4]